# Maratona aquática no Campeonato Europeu de Esportes Aquáticos de 2021 - 5 km por equipe
Os 5 km por equipe da maratona aquática no Campeonato Europeu de Esportes Aquáticos de 2021 ocorreu no dia 15 de maio no Lago Lupa, em Budakalász na Hungria.

## Calendário
| Fase  | Data       | Hora  |
| ----- | ---------- | ----- |
| Final | 15 de maio | 14:30 |

Todos os horários estão no horário local (UTC+1)

## Medalhistas
| Ouro                                                                                      | Prata                                                              | Bronze                                                                  |
| Itália · Rachele Bruni · Giulia Gabbrielleschi · Gregorio Paltrinieri · Domenico Acerenza | Alemanha · Lea Boy · Leonie Beck · Rob Muffels · Florian Wellbrock | Hungria · Réka Rohács · Anna Olasz · Dávid Betlehem · Kristóf Rasovszky |

## Resultados
Esses foram os resultados da competição.
| Pos.              | Nadadores                                                                                 | Tempo   |
| ----------------- | ----------------------------------------------------------------------------------------- | ------- |
| Medalha de ouro   | Itália · Rachele Bruni · Giulia Gabbrielleschi · Gregorio Paltrinieri · Domenico Acerenza | 54:09.0 |
| Medalha de prata  | Alemanha · Lea Boy · Leonie Beck · Rob Muffels · Florian Wellbrock                        | 54:18.0 |
| Medalha de bronze | Hungria · Réka Rohács · Anna Olasz · Dávid Betlehem · Kristóf Rasovszky                   | 54:18.5 |
| 4                 | França · Océane Cassignol · Lara Grangeon · Logan Fontaine · Marc-Antoine Olivier         | 54:18.7 |
| 5                 | Rússia · Anastasiya Kirpichnikova · Denis Adeev · Ekaterina Sorokina · Kirill Abrosimov   | 56:03.2 |
| 6                 | Chéquia · Martin Straka · Alena Benešová · Vít Ingeduld · Julie Pleskotová                | 57:42.4 |